# Contea di Fenggang
La contea di Fenggang (凤冈县S, Fènggāng XiànP) è una contea della Cina, situata nella provincia del Guizhou e amministrata dalla prefettura di Zunyi.